# Pollenza
Pollenza ist eine italienische Gemeinde (comune) mit 6216 Einwohnern (Stand 31. Dezember 2023) in der Provinz Macerata in den Marken. Die Gemeinde liegt etwa 9 Kilometer westsüdwestlich von Macerata zwischen Potenza und Chienti.

## Geschichte
Der Ort dürfte um 1000 als Pollentia  entstanden sein, nachdem die Vorgängersiedlung gleichen Namens zerstört worden war. Zu Ehren des Milon hieß der Ort auch zeitweilig Montemilone. Im Ort befindet sich noch eine Brücke aus der römischen Antike. Ihr Errichtungsdatum ist unbekannt.
Nach dem Kriegseintritt Italiens im Juni 1940 errichtete das faschistische Regime in Pollenza ein Internierungslager (campo di concentramento) für Frauen. Die Internierten waren in der Villa Lauri untergebracht, einem großen Landhaus im Weiler Santa Lucia.
Die ersten Internierten waren italienische Antifaschistinnen und Angehörige „feindlicher Nationen“ (vorwiegend England und Frankreich); im Jahre 1942 kamen viele Jugoslawinnen hinzu. Vereinzelt befanden sich auch jüdische Ausländerinnen in Pollenza.
Nach der vorübergehenden Schließung wurde das Lager im Januar 1944, unter dem RSI-Regime wieder eröffnet. Am 29. Februar 1944 befanden sich noch 46 Internierte im Lager (23 Männer, 21 Frauen, 2 Kinder). Mitte März überfiel ein Partisanenkommando das Anwesen; 6 Internierte konnten entkommen. Am 31. März 1944 überstellte die deutsche Polizei die letzten zuletzt noch in der Villa Lauri  anwesenden jüdischen Internierten ins Konzentrations- und Durchgangslager Fossoli di Carpi, von wo sie mit einem der nächsten Transporte nach Auschwitz-Birkenau deportiert wurden.

## Söhne und Töchter der Gemeinde
- Fernando Cento (1883–1973), Kardinal und Diplomat des Vatikans